# 腎岩
腎岩，中醫外科（瘍科）病名，是發生於陰莖的岩症，又稱腎巌、腎岩翻花、俗稱翻花下疳，相當於現代醫學的陰莖癌。中醫視本病為難治之症，若初覺時，即以藥物調治，並頤養保攝，可冀其久延歲月，若漸至翻花如石榴子樣，則為惡症，非藥力所及，百無一生。清朝、高錦庭在《瘍科心得集》中，稱本病與舌疽、失營、乳岩為四大絕症。